# Hans im Glück (1949)
Hans im Glück ist ein deutscher Märchenfilm von Peter Hamel aus dem Jahr 1949. Er basiert auf dem Grimmschen Märchen Hans im Glück. 

## Handlung
Die Handlung des Schwarzweißfilms hält sich eng an die Vorgabe des Grimmschen Märchens.
Der fleißige Müllerbursche Hans begibt sich auf Wanderschaft, um die große, weite Welt zu entdecken. Als Lohn für seine Arbeit gibt ihm sein Meister einen Goldklumpen mit auf den Weg. Auf seiner Heimreise trifft er eine Reihe von Betrügern, die ihn nach und nach um seinen Lohn bringen. Zunächst tauscht Hans sein Gold gegen ein Pferd, das Pferd gegen eine Kuh, die Kuh gegen ein Schwein, das Schwein gegen eine Gans, und die Gans gibt er für einen Schleifstein mitsamt einem einfachen Feldstein her. Zum Schluss fallen ihm noch beim Trinken die beiden Steine in einen Brunnen. Endlich ist er glücklich. Er ist – in jeder Beziehung – von aller Last befreit.

## Produktionsnotizen
Drehorte des Films waren das Allgäu, der Wörthsee, der Chiemgau, Wemding und Deiningen. Die Uraufführung erfolgte am 20. November 1949 in München.

## Auszeichnungen
Bei den II.Internationalen Filmfestspielen für Kinderfilme Venedig erhielt der Film ein Ehren-Diplom.

## Kritik
„Kinderfilm nach dem Märchen der Brüder Grimm. Klar illustriert, hübsch und zutreffend erzählt, von der Poesie der Vorlage jedoch weit entfernt.“